# Palm Line
Die britische Reederei Palm Line mit Sitz in London bestand von 1929 bis 1986. Der Heimathafen der Reedereiflotte war Liverpool.

## Geschichte

### Hintergrund und Gründung
Die Gründung der Palm Line geht auf William Lever zurück. Für die Seifenherstellung führte dessen Unternehmen Lever Brothers Palmöl ein und strebte einen eigenständigen Handel und Transport der Rohware aus Westafrika an. Im Jahr 1910 kaufte Lever zunächst das bestehende Handelsunternehmen W.B. MacIvor in Liverpool, das zwei Jahre darauf mit dem ebenfalls übernommenen Unternehmen Peter Radcliffe and Company und der Cavalla River Company zusammengeführt wurde. 1916 übernahm Lever die Reederei H. Watson and Company aus Manchester mit acht Schiffen, die als neugegründete Bromport Steamship Company weitergeführt wurde. Vier der Schiffe wurden im Ersten Weltkrieg versenkt. 1920 erwarb Lever die im Westafrikahandel tätige Niger Company, woraufhin die vier verbliebenen Schiffe der Bromport Steamship Company 1923 an die Royal Mail Lines veräußert wurden.

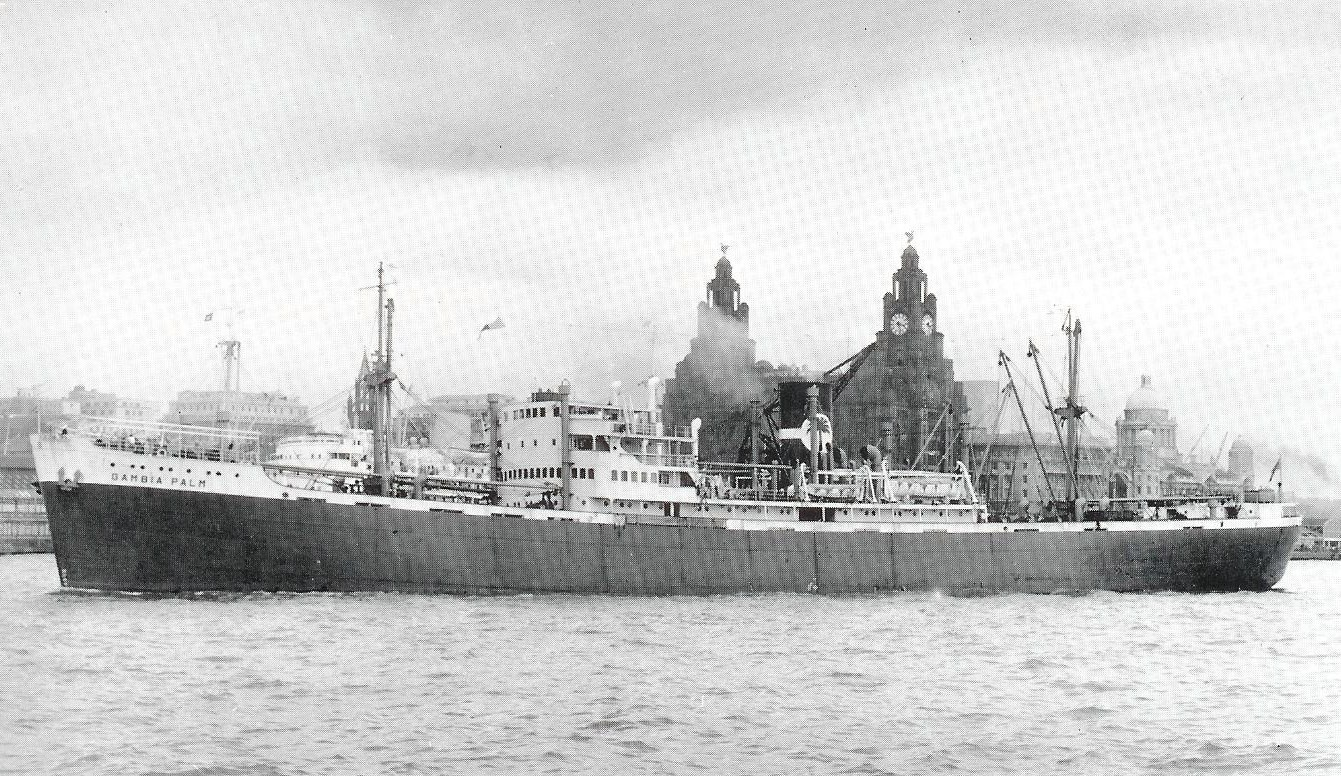
Die 1937 in Deutschland gebaute Gambia Palm

Ab 1928 besaß die Niger Company eigene Schiffe. Im darauf folgenden Jahr übernahm Lever die niederländische Margarine Unie und schloss sich mit der African & Eastern Trade Corporation, die ebenfalls eigene Schiffe betrieb und der zur United Africa Company (UAC) zusammen.
Da Unilever über große Vermögen in Deutschland verfügte und diese nach der Machtübernahme Hitlers nicht mehr nach Großbritannien transferieren konnte, gab man 1934 acht Frachtschiffsneubauten bei deutschen Werften in Auftrag. Die Stückgutschiffe mit den Namen Guinean, Liberian, Nigerian, Leonian, Ethiopian, Gambian und Takoradian sowie der Tanker Congonian wurden bis 1937 an die UAC abgeliefert. Während des Zweiten Weltkriegs verlor die United Africa Company insgesamt neun ihrer 16 zu Kriegsbeginn besessenen Schiffe – drei Neubauten kamen während der Kriegszeit hinzu. Die beiden Schiffe Gambian und Takoradian trafen am 5. Juli 1940, wenige Tage nach der Niederlage Frankreichs, zur Bunkerübernahme in Dakar ein, wo das Vichy-Regime die beiden Schiffe beschlagnahmte. Beide Schiffe überlebten den Rest des Krieges und wurden später an die UAC zurückgegeben.

### Wachstumsjahre

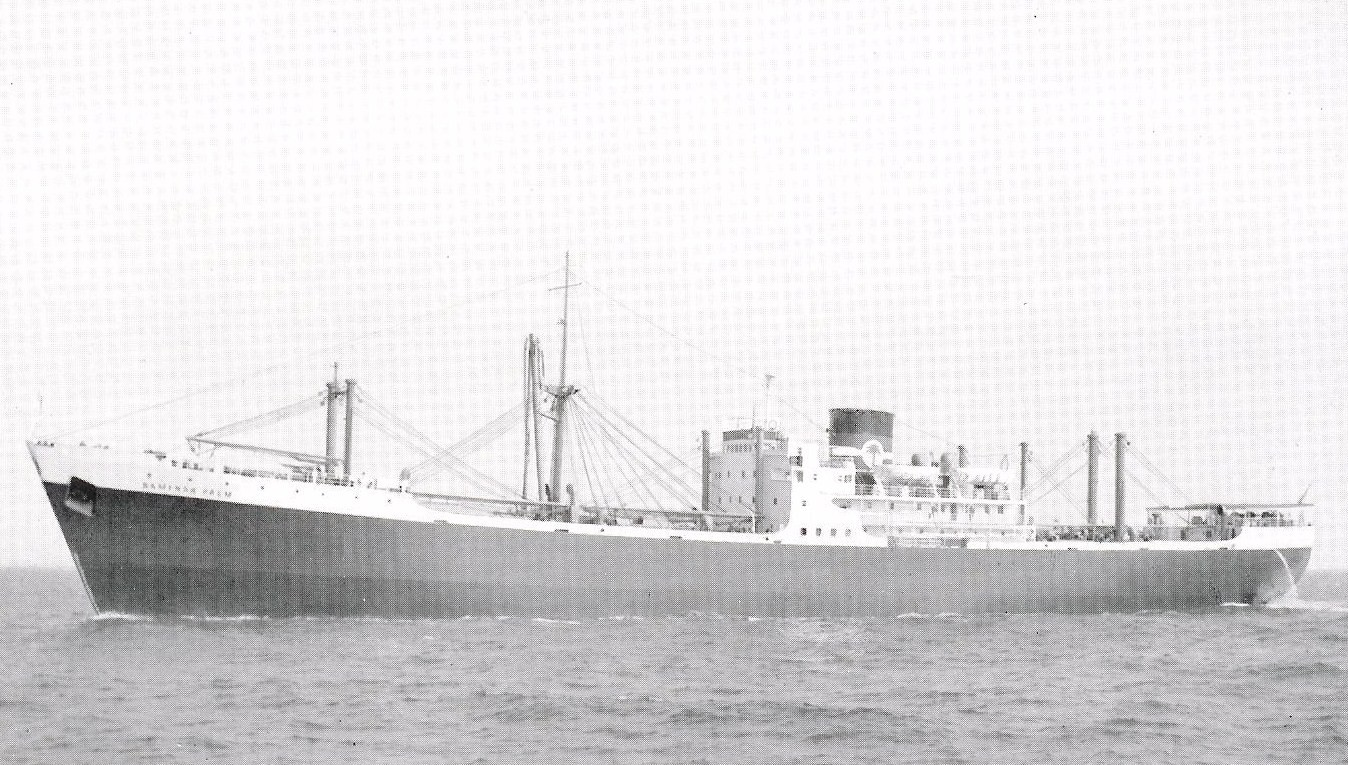
Die 1956 gebaute Bamenda Palm

Am 16. Februar 1949 beschloss man eine Namensänderung, woraufhin der Reedereibetrieb unter dem Namen Palm Line firmierte. Von 1950 bis 1960 verdoppelte die Reederei das Handelsvolumen ihrer Flotte, musste aber auch das verstärkte Auftreten von staatlich subventionierten Mitbewerbern hinnehmen. Trotzdem setzte die Reederei zu Beginn der 1960er Jahre auf ein steigendes Handelsvolumen und orderte bei Swan, Hunter & Wigham Richardson in Newcastle die vier neuen Schiffe Lagos Palm, Makeni Palm, Ikeja Palm und Ilesha Palm, die 1961/62 in Fahrt gesetzt wurden. Das Schiffsquartett diente der Reederei rund 20 Jahre. Mit den Neubauten verfügte die Palm Line in den frühen 1960er Jahren über die modernste Handelsflotte im Fahrtgebiet von Marokko bis Angola. Des Weiteren übernahm die Reederei 1960 die Schiffe der deutschen Ölhandel- & Transportgesellschaft.

### Erste Rückschläge

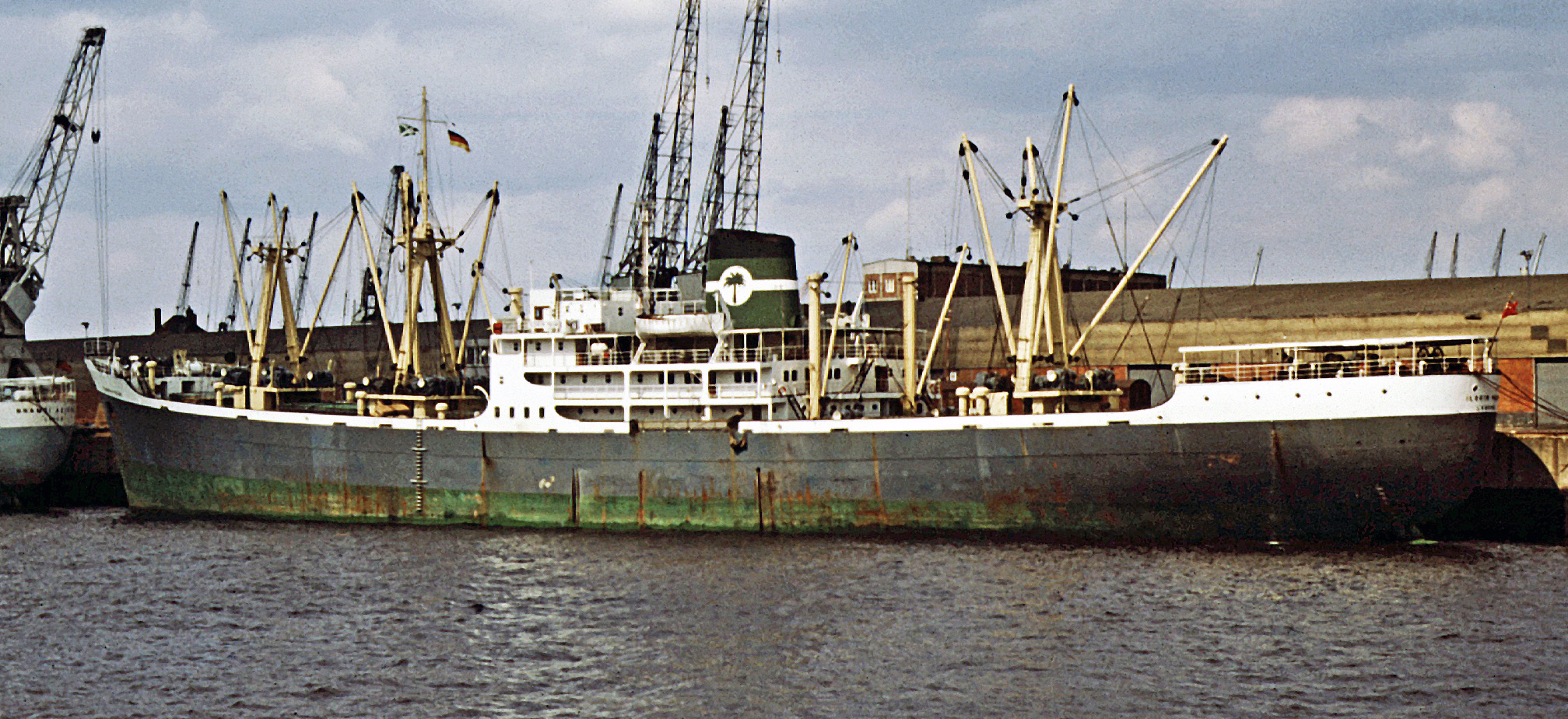
Die 1960 gebaute Ilorin Palm

Weitere Neubauten fanden in den 1960er Jahren aber aufgrund der politischen Unruhen und des gleichzeitig schrumpfenden Exportmarktes in Westafrika nicht mehr statt. Ab 1962 begannen die Probleme der Palm Line sowie der anderen britischen Konferenzreedereien überhandzunehmen, da westafrikanische Staaten einen wachsenden Anteil der insgesamt schrumpfenden Ladungsmengen mit eigenen Reedereien, wie Ghanas Black Star Line oder der nigerianischen Nigerian National Shipping Line transportierten. Die Palm Line begann daraufhin mit der Verringerung der eigenen Flotte. Der Pflanzenöltanker Matadi Palm wurde außer Dienst gestellt und legte am 11. April 1963 von Liverpool zur letzten Reise zur Abbruchwerft im spanischen Burriana ab. Im Jahr darauf veräußerte man die Oguta Palm an Skaramanga Shipping aus Griechenland, bei der sie bis zum Abbruch 1973 in Split als Heraclitos fuhr.
Härter reagierte 1965 John Holt, der als Antwort auf die Krise die komplette Guinea Gulf Line an Elder Dempster abstieß. 1966 gab die Palm Line drei weitere Schiffe, Lokoja Palm, Niger Palm und die Sapele Palm ab, 1967 wurden die Burutu Palm und der Tanker Makeni Palm verkauft, wonach der Reederei lediglich noch der Tanker Makurdi Palm verblieb, der 1969 schließlich auch abgestoßen wurde.

### Nochmal Neubauten
Die Werft Swan, Hunter Shipbuilders in Haverton Hill lieferte 1970 mit der 8870 BRT großen Matadi Palm den ersten Neubau seit knapp zehn Jahren. Sie wurde 1985 von der United African Conference International übernommen und als Matadi weiterbetrieben. Aufgrund des stetig weiter abnehmenden Ladungsanteils der Palm Line verkaufte diese 1972 die vier Schiffe Africa Palm, Akassa Palm, Badgary Palm und Bamenda Palm, woraufhin sich die Anzahl der Palm Line-Flotte auf zwölf Schiffe, der Hälfte von 1962, verringert hatte.

### Containerisierung

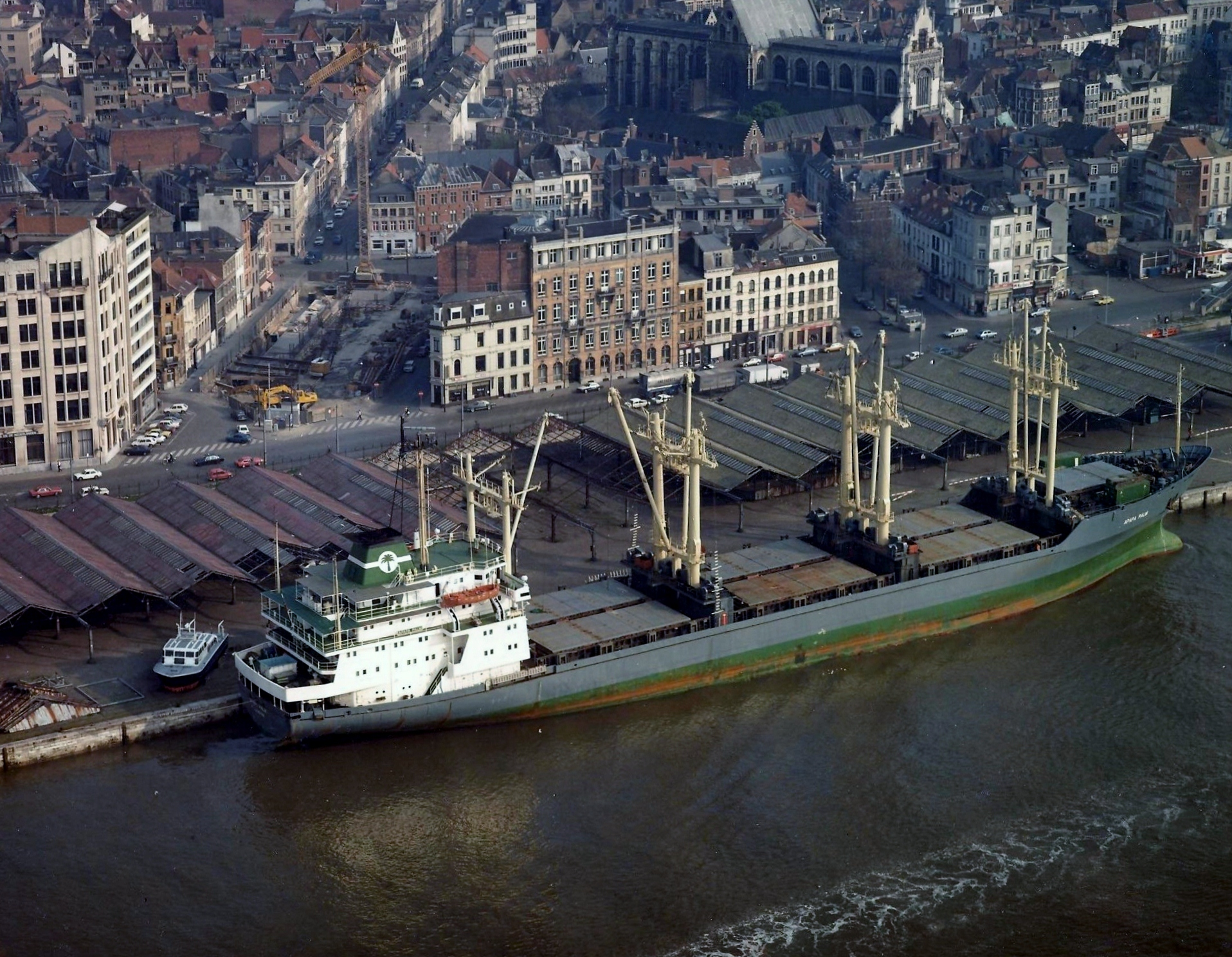
Die Apapa Palm, 1985 in Antwerpen

Im Zuge der auch in Afrika einsetzenden Containerisierung charterte Palm Line 1974 das norwegische Containerschiff Joruna und setzte es mit Erfolg als Africa Palm ein. Daraufhin verkaufte Palm Line die Andoni Palm nach Griechenland und ersetzte sie durch die als Apapa Palm aus Deutschland eingecharterte Hasselburg der Reederei Kurt Sieh & Co. aus Hamburg. 1977 verkaufte die Palm Line ihre Elmina Palm und ersetzte die Hasselburg durch die 1973 als Schauenburg in Polen gebaute eigene Apapa Palm, die sie gebraucht von der Reederei Sieh & Co. gekauft hatte.
1978 wurden die Enugu Palm, Katsina Palm and Ibadan Palm veräußert und dafür 1979 die beiden neuen Mehrzweckschiffe Bamenda Palm und Badagry Palm in Dienst gestellt. Die Bamenda Palm war von Hyundai Heavy Industries in Südkorea gebaut worden, die 12.279 BRT große Badagry Palm bei Sunderland Shipbuilders in North Sands, Großbritannien. Nach deren Indienststellung verkaufte die Reederei vor dem Hintergrund ihres weiter fallenden Ladungsanteils die vier Schiffe Kano Palm, Lobito Palm, Ilorin Palm und Ilesha Palm, was die Flotte auf sieben Einheiten schrumpfen ließ.

### Die letzten Jahre

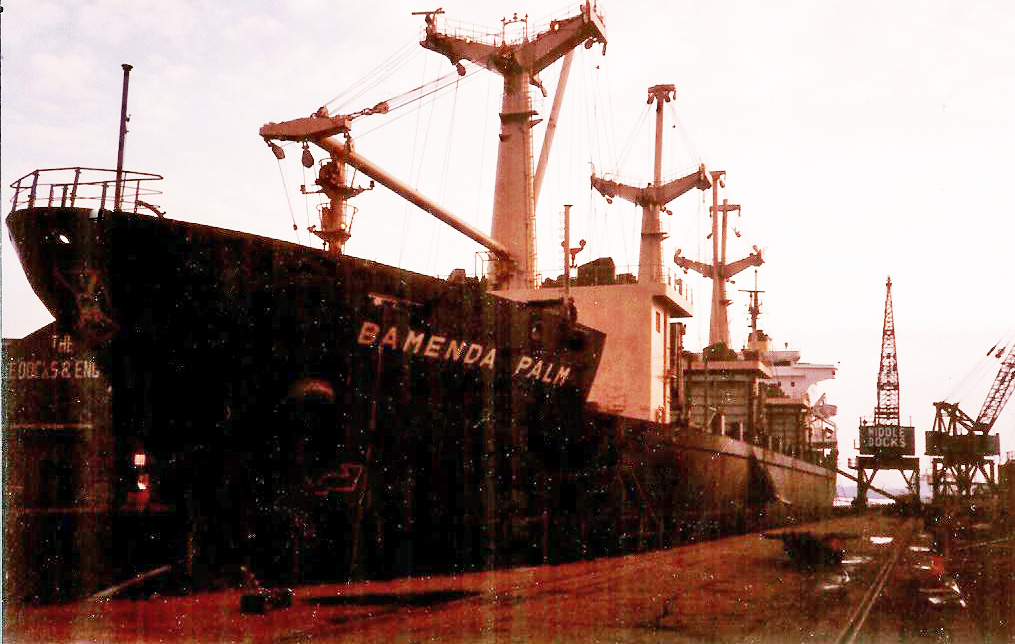
Die Bamenda Palm 1985 im Dock der Middle Docks & Engineering Company

1982 konnte man weitere zwei Mehrzweckschiffe, die 15.575 BRT große Lagos Palm und Lokoja Palm in Fahrt setzen. Zum Ausgleich gab man die beiden alten Einheiten Lagos Palm und Ikeja Palm ab. Da sich das Handelsvolumen immer weiter verringerte, zog die Palm Line 1984 weitere vier Westafrikaschiffe ab. Die Africa Palm wurde verkauft, und die die Bamenda Palm, Lagos Palm und Lokoja Palm wurden an den Lloyd Brasileiro verchartert. Im Jahr darauf entschieden die United Africa Company und die Unilever, dass der Betrieb einer eigenen Schifffahrtslinie sich nicht mehr lohne und veräußerten die Palm Line 1985 mit ihren Konferenzrechten an die Ocean Transport and Trading PLC in Liverpool. Diese betrieb auch schon die Elder Dempster und Guinea Gulf Line. Die UAC behielt die noch verbliebenen Schiffe, verkaufte die Apapa Palm aber noch im selben Jahr nach Venezuela. Im letzten Betriebsjahr der United Africa Company, 1986, veräußerte die Gesellschaft die letzten fünf Schiffe und stellte ihren Betrieb ein. Bis 1989 blieb der Name der Palm Line noch im britischen Register, dann wurden die damit verbundenen Namens- und Handelsrechte zusammen mit denen der Elder Dempster und Guinea Gulf Line an die französische Reederei Delmas Vieljeux verkauft, dort aber nicht weitergeführt.

## Flagge

Kontorflagge der Palm Line

Die Palm Line war die größte Reedereitochter des palmölverarbeitenden Konzerns Lever Brothers. Dessen konzerneigene Zeitschrift Progress führte in den 1930er Jahren einen Wettbewerb zur Findung einer Reedereiflagge durch, dessen Siegerbeitrag als Grundlage zur Erstellung der Kontorflagge der Reederei diente.

## Die Schiffe
| Schiffe der Palm Line        | Schiffe der Palm Line                                        | Schiffe der Palm Line | Schiffe der Palm Line | Schiffe der Palm Line                                   | Schiffe der Palm Line |
| Bauname                      | Bauwerft/ Baunummer                                          | IMO-Nummer            | Ablieferung           | Auftraggeber                                            | Spätere Namen und Verbleib |
| ---------------------------- | ------------------------------------------------------------ | --------------------- | --------------------- | ------------------------------------------------------- | --- |
| Ethiopian                    | Deschimag Seebeck, Bremerhaven/896                           | keine                 | März 1936             | UAC, London                                             | 1949 an Palm Line als Benin Palm, 1959 Faneromeni, ab 30. Mai 1961 in Izumi-Ohtsu abgebrochen |
| Leonian                      | Deschimag Seebeck, Bremerhaven/898                           | 5210131               | April 1936            | UAC, London                                             | 1949 an Palm Line als Mendi Palm, 1959 Rio Yape, 1960 Lobito, ab 7. Juli 1967 in Vado Ligure verschrottet |
| Guinean                      | Howaldtswerke, Hamburg/-                                     | 5305857               | 1936                  | UAC, London                                             | 1949 an Palm Line als Kano Palm, 1954 St.George, 1964 Susanne Eureka, 1966 Mok Tat, ab 10. November 1967 in Kaohsiung abgebrochen |
| Liberian                     | Howaldtswerke, Hamburg/739                                   | keine                 | 1936                  | UAC, London                                             | 1949 an Palm Line als Volta Palm, 1954 Hermes, 1958 Noemi, Dezember 1960 in Yokosuka abgebrochen |
| Gambian                      | Deschimag Seebeck, Wesermünde/571                            | keine                 | 1937                  | UAC, London                                             | am 5. Juli 1940 in Dakar von der Vichy-Regierung beschlagnahmt, 1941 St. Gabriel, 1943 an Ministry of War Transport Empire Tweed, 1946 Gambian, 1949 an Palm Line als Gambian Palm, 1959 Irini's Blessing, ab Juli 1963 in Hongkong verschrottet                      |
| Takoradian                   | Deschimag Seebeck, Wesermünde/572                            | keine                 | 1937                  | UAC, London                                             | am 5. Juli 1940 in Dakar von der Vichy-Regierung beschlagnahmt, 1941 St. Paul, 1943 an Ministry of War Transport Empire Swale, 1946 Takoradian, 1949 an Palm Line als Takoradi Palm, 1959 Irini's Luck, ab Juni 1963 in Santander verschrottet                        |
| Conakrian                    | Furness Shipbuilding Company, Haverton Hill/-                | keine                 | November 1937         | UAC, London                                             | 1949 an Palm Line als Dahomey Palm, 1959 Southern Mariner, ab 24. September 1968 in Hongkong abgebrochen |
| Congonian                    | Swan, Hunter & Wigham Richardson, Low Walker/1078            | keine                 | Mai 1942              | UAC, London                                             | 1949 an Palm Line als Opobo Palm, 1961 Winwar, ab Juni 1963 in Hongkong verschrottet |
| Kumasian                     | Furness Shipbuilding Company, Haverton Hill/351              | 5116854               | März 1943             | UAC, London                                             | 1949 an Palm Line als Kumasi Palm, 1960 Flower, am 5. April 1968 zur Verschrottung in La Spezia eingetroffen |
| Lafian                       | Furness Shipbuilders, Haverton Hill/352                      | keine                 | 1943                  | UAC, London                                             | 1949 an Palm Line als Oguta Palm, 1060 Aristoteles, auf einer Reise von Detroit nach Kalkutta am 16. Dezember 1962 nach Wassereinbruch etwa 600 Seemeilen vor Funchal gesunken                                                                                        |
| Empire Bardsey               | Shipbuilders Corporation, Newcastle/-                        | keine                 | Juli 1947             | Ministry of War Transport, London                       | 1949 als Ashantian für die UAC fertiggestellt, 1949 an Palm Line als Ashanti Palm, 1962 Totalverlust nach Grundberührung vor Neapel |
| Empire Ronaldsey             | Shipbuilders Corporation, Southwick/11                       | 5261271               | 1947                  | Ministry of War Transport, London                       | 1947 als Lagosian für die UAC fertiggestellt, 1949 an Palm Line als Lagos Palm, 1960 Oguta Palm, 1964 Heraclitos, 1969 Herodemos, ab April 1973 in Split abgebrochen                                                                                                  |
| Empire Stroma                | Shipbuilders Corporation, Newcastle/-                        | 5210973               | 1947                  | Ministry of War Transport, London                       | 1947 als Zarian für die UAC fertiggestellt, 1949 an Palm Line als Lokoja Palm, 1966 Despina L, 1969 Nova, 1972 abgewrackt |
| Matadian                     | Sir James Laing & Sons, Deptford Yard/776                    | keine                 | 1948                  | UAC, London                                             | 1949 an Palm Line als Matadi Palm, ab Februar 1963 in Burriana abgebrochen |
| Nigerian                     | Furness Shipbuilding Company, Haverton Hill/441              | keine                 | 1948                  | UAC, London                                             | 1949 an Palm Line als Niger Palm, 1966 Triana, ab Oktober 1968 in Hongkong abgebrochen |
| Burutu Palm                  | Short Brothers, Pallion/511                                  | 5055751               | 1952                  | Palm Line, London                                       | 1967 Tyhi, 1973 Globe Star, am 27. April 1973 auf einer Reise von İskenderun nach Karachi mit Malzmehl nach Grundberührung mit dem Leven Riff vor Mombasa verlorengegangen                                                                                            |
| Africa Palm                  | Short Brothers, Pallion/512                                  | 5004075               | 1953                  | Palm Line, London                                       | 1972 Savoydean, am 24. Juli 1975 in Kalkutta in Brand geraten und später in Bombay verschrottet |
| Sapele Palm                  | AG Weser/744                                                 | 5313775               | 29. Oktober 1953      | Ölhandel- & Transportgesellschaft, Hamburg              | 1960 an Palm Line, 1966 Capetan Georgis, am 23. März 1973 zum Abbruch bei Elektrometal Sanayii AS in Halic/Istanbul eingetroffen |
| Tema Palm                    | AG Weser Seebeckwerft, Bremerhaven/743                       | 5218080               | 1953                  | Ölhandel- & Transportgesellschaft, Hamburg              | 1960 an Palm Line Makurdi Palm, 1969 Santamar, ab Februar 1976 in Gadani verschrottet |
| Bamenda Palm                 | Swan, Hunter & Wigham Richardson, Low Walker/1926            | 5035440               | März 1956             | Palm Line, London                                       | 1972 Lenio, 1978 Elsa S.K., 1980 Eternal Sea, ab 28. Mai 1983 bei der G.M. Industrial Corporation in Gadani verschrottet |
| Badagry Palm                 | Swan, Hunter & Wigham Richardson, Low Walker/-               | 5033521               | 1956                  | Palm Line, London                                       | 1972 Irenes Grace, ab 19. Juni 1981 bei der Sri Sai Baba Shipbreaking Company in Bombay verschrottet |
| Elmina Palm                  | Swan, Hunter & Wigham Richardson, Low Walker/-               | 5102372               | 1957                  | Palm Line, London                                       | 1977 Cyprus Sky, 1978 Eastern Sky, 1978 European Liberty, am 21. Dezember 1981 zur Verschrottung in Gadani eingetroffen |
| Katsina Palm                 | Swan, Hunter & Wigham Richardson, Low Walker/-               | 5183883               | 1957                  | Palm Line, London                                       | 1978 New Dragon, ab August 1984 in Shanghai abgebrochen |
| Andoni Palm                  | Bemer Vulkan, Vegesack/ 869                                  | 5016391               | 1958                  | Palm Line, London                                       | 1976 Mastromanolis, ab November 1984 in Sakaide verschrottet |
| Akassa Palm                  | Bremer Vulkan, Vegesack/870                                  | 5006712               | 1958                  | Palm Line, London                                       | 1972 Elenma, 1977 Ionian Sky, 1981 Magdalini K., ab 27. November 1984 in Gadani abgebrochen |
| Enugu Palm                   | Swan Hunter, Low Walker/1946                                 | 5104722               | 1958                  | Palm Line, London                                       | 1978 Athari, 1979 Seepayal, im Oktober 1982 zum Abbruch in Karachi eingetroffen |
| Kano Palm                    | Swan, Hunter & Wigham Richardson, Low Walker/-               | 5181342               | 1958                  | Palm Line, London                                       | 1979 Purna Shanti, 1979 Island Trader, ab September 1982 in Bombay abgewrackt |
| Ibadan Palm                  | Swan, Hunter & Wigham Richardson, Low Walker/-               | 5157767               | 1959                  | Palm Line, London                                       | 1978 Hind, 1979 Arunkamal, am 29. Januar 1983 zum Abbruch in Gadani eingetroffen |
| Ilorin Palm                  | Swan Hunter, Low Walker/1972                                 | 5159105               | 1959                  | Palm Line, London                                       | 1979 Diamant Captain, 1982 Cape Blanco, 1982 Sea Venturer, ab Dezember 1982 broken in Chittagong verschrottet |
| Lobito Palm                  | Swan Hunter, Low Walker/-                                    | 5210143               | 1960                  | Palm Line, London                                       | 1979 Lobito Palm, 1980 Minoa, 1980 Richmond, 1982 Peruvian Trader 1982 Eurco R., 1984 abgebrochen |
| Lagos Palm                   | Swan Hunter, Low Walker/-                                    | 5202275               | 1961                  | Palm Line, London                                       | 1981 Lagos Palm II, 1981 City of Lobito, Anfang September 1983 in Hongkong durch den Taifun Ellen gestrandet, Totalverlust |
| British Rover                | Joseph L. Thompson and Sons, North Sands/665                 | 5218028               | 1951                  | BP Tanker Company, London                               | 1961 an Palm Line und zum Süßöltanker Makeni Palm umgebaut, 1967 Kerkennah, 1971 Palau, ab 11. Juni 1978 in Brindisi abgebrochen |
| Ikeja Palm                   | Swan Hunter, Low Walker/1982                                 | 5158553               | 1961                  | Palm Line, London                                       | 1981 GME Palma, 1982 Palma, ab November 1983 in Gadani verschrottet |
| Ilesha Palm                  | Swan Hunter, Low Walker/1984                                 | 5158785               | 1961                  | Palm Line, London                                       | 1979 Daphnemar, ab April 1984 in Gadani verschrottet |
| Matadi Palm                  | Swan Hunter, Haverton Hill/20                                | 7025243               | 1970                  | Palm Line, London                                       | 1981 Matadi, 1986 Modesty, 1994 Lian, ab November 1995 in Alang verschrottet |
| Joruna                       | Warnowwerft, Warnemünde/376                                  | 7125328               | 1972                  | Rederi Lars Rej Johannsen, Oslo                         | 1974 an Palm Line Africa Palm, 1983 Santa Barbara Pacific, 1983 Messaria, 1987 Tong Chau, 1995 Dong Wan, 1996 Brilliant 8, 1997 Luxury, 1998 verschrottet |
| Hasselburg                   | Stocznia Szczecińska/-                                       | 7362677               | 1974                  | Harald Schuldt, Hamburg                                 | 1977 an Palm Line als Apapa Palm, 1977 Hoegh Apapa, 1979 Hasselburg, 1980 Mexico, 1982 Mexico I, 1987 Trade Vigour, 1996 Madras Express, 1998 in Indien verschrottet                                                                                                  |
| Schauenburg                  | Stocznia Szczecińska/242                                     | 7305801               | 1973                  | Harald Schuldt, Hamburg                                 | 1977 an Palm Line als Apapa Palm, 1985 General Salom, 1993 Orient Challenge, ab 13. August 1999 Abbruch in Alang |
| Bamenda Palm                 | Hyundai Heavy Industries, Ulsan/1294                         | 7725843               | 1979                  | Palm Line, London                                       | Bamenda Palm, 1984 Lloyd Texas, 1985 Arko Glory, 1989 MC Ruby, 1989 Medipas Tide, 1990 MC Ruby, 1993 Ville De Damas, 1994 MC Ruby, 1994 Runner, 1994 CMBT Eagle, 1999 Runner, 2000 Renata, 2005 African Star, 2005 Renata, 2009 in Alang verschrottet                 |
| Badagry Palm                 | Sunderland Shipbuilders, North Sands/ 741                    | 7726873               | 1979                  | Palm Line, London                                       | 1985 Badagry, 1986 Cordigliera, am 13. November 1996 vor Port Edward mit der kompletten 29-köpfigen Mannschaft gesunken |
| Lagos Palm                   | Stocznia Szczecińska/368                                     | 7822768               | 1982                  | Palm Line, London                                       | Lagos, 1986 Pearce, 2009 Ahraf B, ab 22. September 2009 abgebrochen |
| Lokoja Palm                  | Stocznia Szczecińska/371                                     | 7822770               | 1982                  | Palm Line, London                                       | 1982 Wameru, 1983 Lokoja, 1984 Lloyd Australia, 1986 Mekhanik Bardetskiy, 1996 MSC Buenos Aires, 1998 Jamie, 1999 Rocio B, 2009 Rocio, ab 27. April 2009 verschrottet                                                                                                 |
| Menestheus                   | Mitsubishi Shipbuilding & Engineering Company, Nagasaki/1809 | 7601566               | 30. November 1977     | Airlease International Nominees (Moorgate) Ocean Fleets | 1980 Barber Menestheus, 1984 Menestheus, 1984 Lloyd Paranna, 1985 Menestheus, 1986 Apapa Palm, 1988 CMB Esprit, 1992 Woermann Expert, 2000 Expert, 2001 Delmas Sycamore, 2006 Expert, 2007 ClipperR Itajai II, 2007 King Spirit, ab Oktober 2010 in Alang abgebrochen |
| Daten: Equasis, grosstonnage |                                                              |                       |                       |                                                         | |